# Camafeo

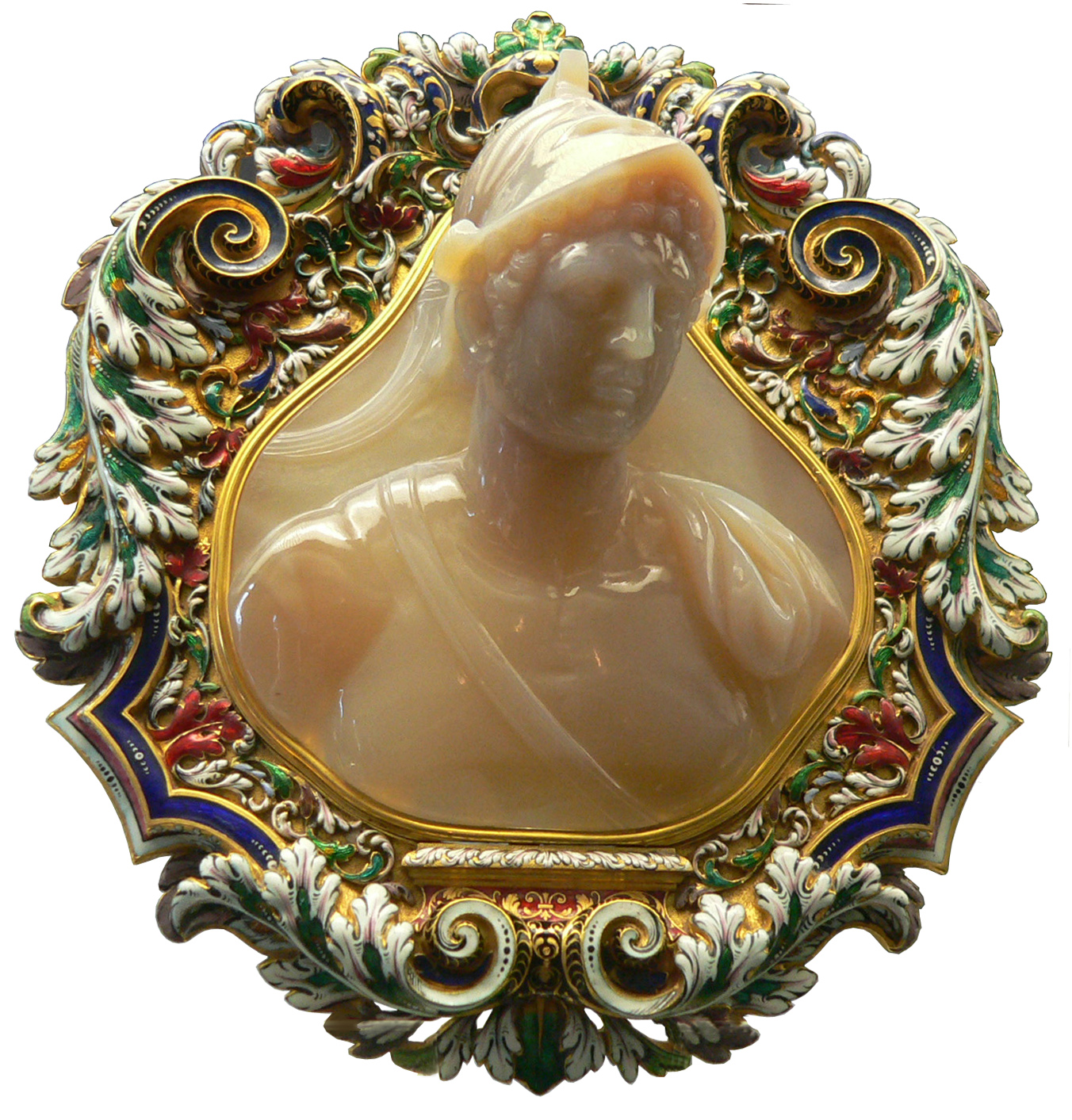
Camafeo de Ptolomeo II.

Se llama camafeo a todo relieve obtenido en piedra preciosa, generalmente, de variado color y con delicadas figuras. Para los camafeos, las piedras utilizadas eran las ágatas y más aún las variedades sardónica y ónice, aprovechando la distinción de colores que ofrecen las aguas o capas de tales piedras de suerte que puliendo y rebajando convenientemente la primera capa se dejaba la segunda para fondo y quedaba la primera con los relieves de la figura. Pero tanto ahora como en los siglos pasados se imitan y falsifican estas piedras con vidrios y esmaltes, soldando un relieve de piedra o vidrio con otra piedra de color distinto.
Se denomina entalle si la piedra está grabada en hueco. El arte de producir camafeos y otros objetos como entalles se llama glíptica (del griego glypho, grabar) y es una forma especial del arte de la Escultura. Las producciones de la glíptica han servido desde los tiempos más remotos de la Historia para realizar sellos, artículos de ornamentación, objetos piadosos o propios de la superstición. 

## Historia

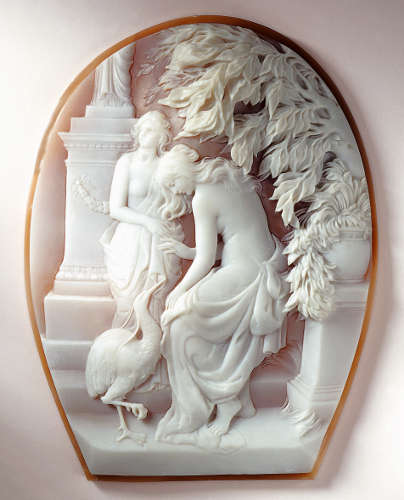
Camafeo de 1925 elaborado en Torre del Greco y expuesto en el Museo del Corallo.

Antaño eran muy apreciados y prueba de ello son los muchos ejemplares labrados en piedras preciosas y duras que se conservan de la cultura grecorromana y de la persa.
Durante los siglos XIV y XV se trabajó el nácar en Francia, Alemania y Flandes, período en que los objetos elaborados con dicho material contaban con gran prestigio en las cortes francesas. Los viajes de descubrimientos realizados durante esta época propiciaron la entrada de materias primas exóticas en Europa como colmillos de narval, ámbar, jade, caparazones gigantes de tortuga y extrañas conchas marinas. Estos artículos suscitaron el interés por la historia natural y estimularon la imaginación de joyeros, artesanos y grabadores. 
En el siglo XVI se descubrió que las conchas de los cipreidos y los cásidos eran particularmente adecuadas para la talla de camafeos. En el siglo XVIII, durante el período neoclásico, se reavivó el interés por las artes antiguas que condujo al florecimiento de talla de conchas, pese al menosprecio que tenían por considerarse imitación al estar elaboradas con un material inferior. A partir de entonces, fueron desapareciendo los centros artesanales hasta quedar sólo en dos ciudades: Idar-Oberstein (especializada en la talla mecánica de ágatas) en Alemania y en Torre del Greco en Italia donde se tallan artesanalmente.